# Unterseeboot UB-62
Pour les autres navires du même nom, voir Unterseeboot 62.
L'Unterseeboot UB-62 est un sous-marin (U-Boot) allemand de type UB III utilisé par la Kaiserliche Marine pendant la Première Guerre mondiale. Il est mis en service dans la marine impériale allemande le 9 juillet 1917.
L'UB-62 s’est rendu le 21 novembre 1918, conformément aux exigences de l’armistice avec l’Allemagne. Il a été démantelé à Swansea en 1921.

## Conception
Comme tous les sous-marins de type UB III, l'UB-62 avait un déplacement de 508 tonnes en surface et de 639 tonnes en immersion. Ses moteurs lui permettaient de naviguer à 13,3 nœuds (24,6 km/h) en surface et à 8 nœuds (15 km/h) en immersion. Il avait une autonomie de 8420 milles marins (15590 km) à sa vitesse de croisière. L'UB-62 transportait 10 torpilles et était armé d’un canon de pont de 8,8 cm. L'UB-62 avait un équipage pouvant compter jusqu’à 3 officiers et 31 hommes. 

## Carrière
L'UB-62 a été commandé par le GIN le 20 mai 1916. Il a été construit par AG Vulcan à Hambourg. Après un peu moins d’un an de construction, il a été lancé à Hambourg le 11 mai 1917. L'UB-62 a été mis en service plus tard la même année.

## Affectations
- V Flottille : du 24 août 1917 au 20 avril 1918
- IIe flottille : du 20 avril au 11 novembre 1918

## Commandants
- Kapitänleutnant Bernhard Putzier[4] : du 9 juillet 1917 au 8 juillet 1918
- Oberleutnant zur See Günther Sperling[5] : du 9 juillet au 11 novembre 1918

## Navires coulés
| Date              | Nom                | Nationalité    | Tonnage | Destin.   |
| ----------------- | ------------------ | -------------- | ------- | --------- |
| 6 septembre 1917  | Hammar II          | Suède          | 206     | Coulé     |
| 17 septembre 1917 | Australia          | Empire russe   | 3592    | Coulé     |
| 17 septembre 1917 | Queen Amelia       | United Kingdom | 4278    | Coulé     |
| 18 septembre 1917 | Joseph Chamberlain | United Kingdom | 3709    | Coulé     |
| 6 novembre 1917   | Benor              | Empire russe   | 394     | Coulé     |
| 14 janvier 1918   | Alster             | United Kingdom | 964     | Coulé     |
| 12 mars 1918      | Oswin              | Suède          | 1743    | Coulé     |
| 19 mars 1918      | Burnstone          | United Kingdom | 2340    | Coulé     |
| 25 juillet 1918   | Indore             | United Kingdom | 7300    | Endommagé |